# Stephen Schanuel
Stephen Hoel Schanuel (* 14. Juli 1933 in St. Louis; † 21. Juli 2014 in Jacksonville) war ein US-amerikanischer Mathematiker, der sich mit Algebra und Zahlentheorie beschäftigte.

## Leben
Schanuel studierte an der Princeton University (Bachelor 1955) und der University of Chicago (Masterabschluss 1956) und promovierte 1963 an der Columbia University bei Serge Lang (Heights in Number Fields). 1959 bis 1961 war er Instructor am Massachusetts Institute of Technology, 1961 bis 1963 an der Columbia University und 1963 bis 1965 an der Johns Hopkins University. 1965/66 war er am Institute for Advanced Study. Danach war er Professor an der Cornell (1965 bis 1969 als Assistant Professor), 1969 bis 1972 Associate Professor an der State University of New York at Stony Brook (SUNY) und ab 1972 Associate Professor an der State University of New York at Buffalo, wo er viel mit seinem Kollegen William Lawvere zusammenarbeitete.
Noch als Student bewies er das nach ihm benannte Lemma von Schanuel in der homologischen Algebra.
Die von ihm aufgestellte Vermutung von Schanuel spielt eine bedeutende Rolle in der Theorie der transzendenten Zahlen, da gezeigt werden konnte, dass dort viele Ergebnisse aus ihr folgen.
Schanuel war seit 1958 verheiratet und hatte zwei Kinder. Er verstarb am 21. Juli 2014 im Alter von 81 Jahren in Jacksonville im Bundesstaat Florida.

## Schriften (Auswahl)
- mit William Lawvere Conceptual mathematics: a first introduction to categories, Cambridge University Press 1997
- Herausgeber mit William Lawvere Categories in Continuum Physics (Buffalo, N.Y. 1982), Springer Lecture Notes in Mathematics, Band 1174, 1986, ISBN 3-540-16096-5

## Hinweise
1. ↑  Schanuels Vermutung besagt:
Wenn  eine natürliche Zahl {\displaystyle n} und dafür in {\displaystyle \mathbb {C} }, dem Körper der komplexen Zahlen, {\displaystyle n} Zahlen {\displaystyle z_{1},\dots ,z_{n}} vorliegen, welche über   {\displaystyle \mathbb {Q} }, dem Körper der rationalen Zahlen, linear unabhängig sind, so gewinnt man durch diese zusammen mit den unter der Exponentialfunktion gebildeten Funktionswerten {\displaystyle e^{z_{1}},\dots ,e^{z_{n}}} ein {\displaystyle 2n}-Tupel {\displaystyle {\mathcal {F}}}, dessen  Adjunktion innerhalb  {\displaystyle \mathbb {C} } einen Erweiterungskörper {\displaystyle \mathbb {Q} \left({\mathcal {F}}\right)} formt, der mindestens den Transzendenzgrad {\displaystyle n} besitzt.

Die Vermutung ist noch unbewiesen.

| Personendaten    | Personendaten                                      |
| ---------------- | -------------------------------------------------- |
| NAME             | Schanuel, Stephen                                  |
| ALTERNATIVNAMEN  | Schanuel, Stephen Hoel (vollständiger Name)        |
| KURZBESCHREIBUNG | US-amerikanischer Mathematiker und Hochschullehrer |
| GEBURTSDATUM     | 14. Juli 1933                                      |
| GEBURTSORT       | St. Louis                                          |
| STERBEDATUM      | 21. Juli 2014                                      |
| STERBEORT        | Jacksonville                                       |